# دنویل، نیوجرسی
دنویل (به انگلیسی: Denville) شهری در ایالت نیوجرسی کشور ایالات متحده آمریکا است که جمعیت آن در سرشماری سال ۲۰۱۰ میلادی، ۱۶٬۶۳۵ نفر بوده‌است.